# Dinnyebor
A dinnyebor olyan dézsmabor, amit szőlőheggyel rendelkező helységeknek kellett szolgáltatni a földesúri gazdaság részére. Nevét onnan kapta, hogy ebből a borszállítmányból látták el dinnyeszüret idején a dinnyeszedőket a 17-19. században Észak-Magyarországon.
Jelentheti még azt a borszolgáltatást, amit a dinnyeföldek használata vagy bérlete fejében kért a földesúr, ezt a dinnyeadón kívül kellett teljesíteni.